# Épareuse
 (janvier 2025).
Si vous disposez d'ouvrages ou d'articles de référence ou si vous connaissez des sites web de qualité traitant du thème abordé ici, merci de compléter l'article en donnant les références utiles à sa vérifiabilité et en les liant à la section « Notes et références ».

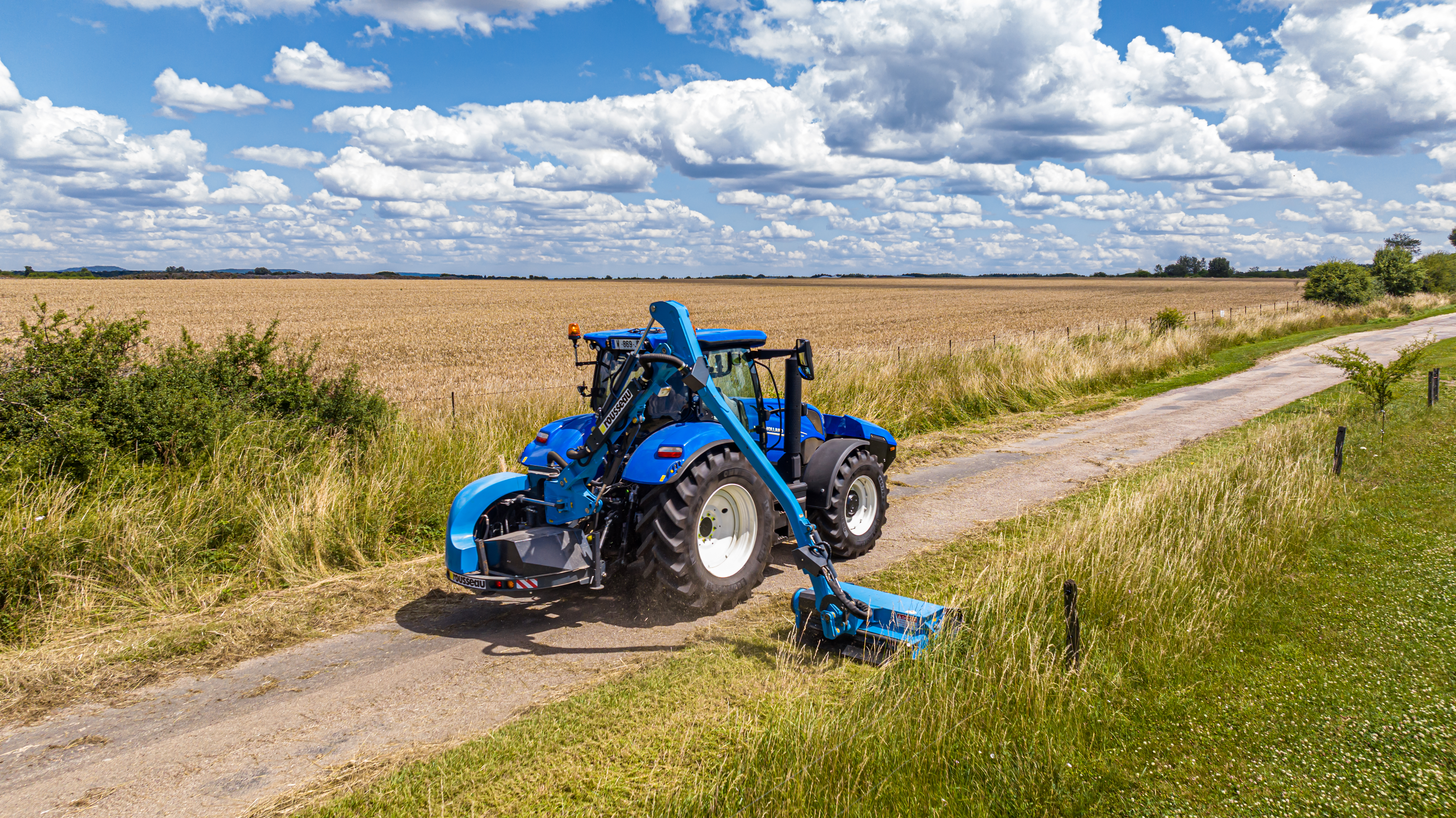
Epareuse électrique.

Le terme épareuse est parfois employé pour nommer une machine qui coupe les buissons et l'herbe au bord des routes ou qui est utilisée dans le cadre de travaux agricoles.
Le terme plus généralement acquis pour un tel matériel est faucheuse / débroussailleuse hydraulique.

## Description
Une épareuse se compose généralement de deux parties :
- le bras qui se compose d'un bâti supportant le moteur, le distributeur hydraulique, une poutre métallique montante appelée « flèche » et une descendante appelée « balancier »;
- l'outil, généralement un groupe de broyage ou encore un lamier, un sécateur, un panier de faucardage ou une cureuse de fossés.

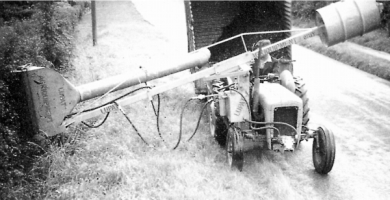
Un modèle d'épareuse (broyeur à axe horizontal) créé vers 1964 par George Lupton.
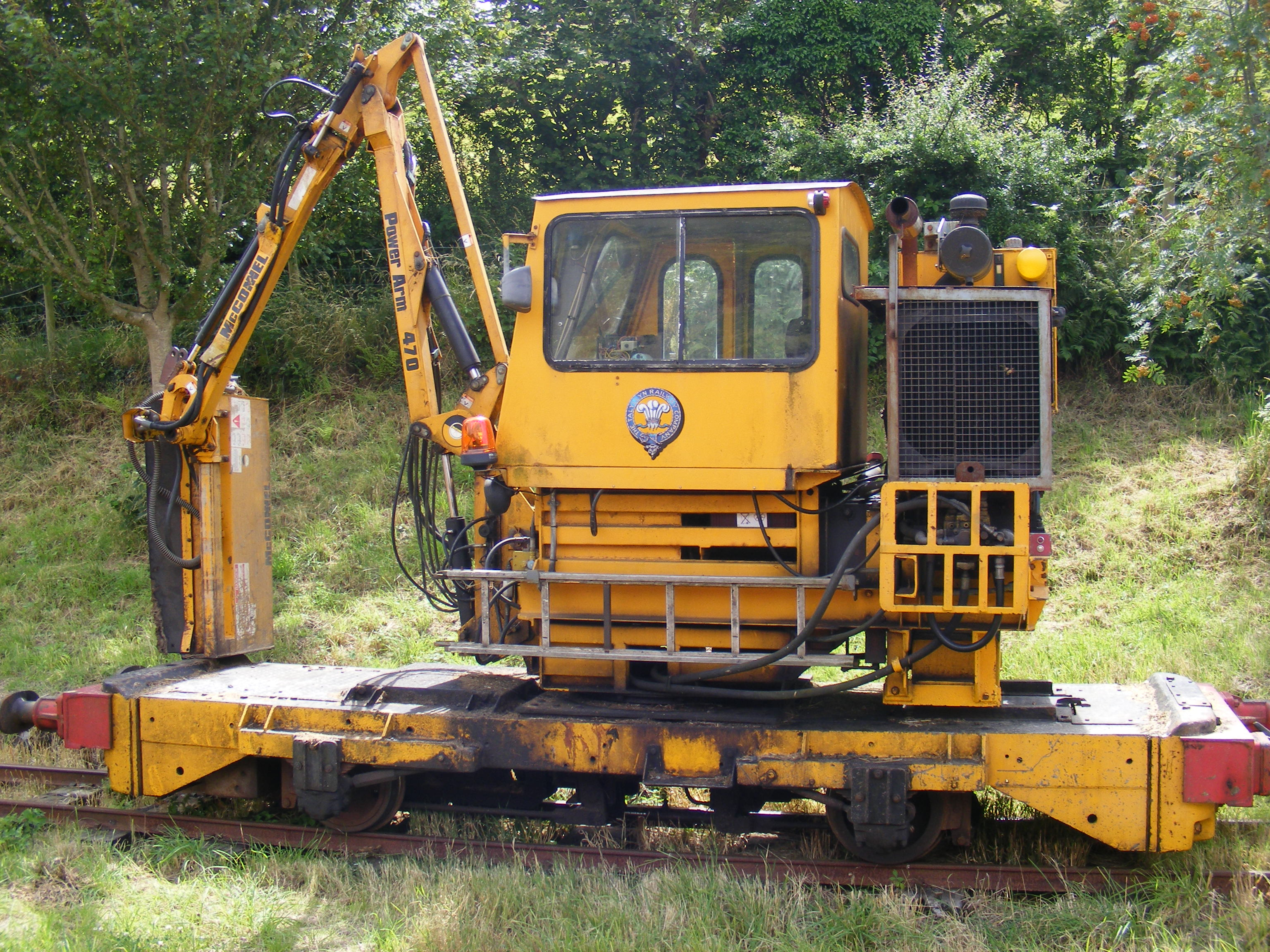
Modèle d'épareuse créé par John Bate pour l'entretien des voies de chemin de fer.
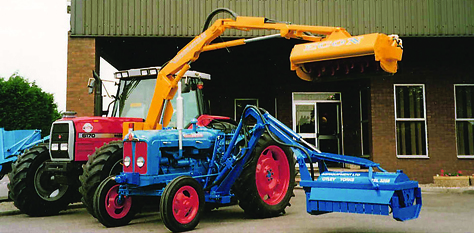
Différents modèles d'épareuses.

## Innovations et nouvelles techniques
Depuis son invention, l'épareuse a connu de nombreuses améliorations technologiques. L'une des évolutions majeures dans ce domaine a été l'introduction de l'épareuse électrique. En 2017, l'entreprise française Rousseau a lancé la E-Kastor, la première épareuse électrique au monde, qui représente une avancée significative dans le secteur. Cette innovation repose sur une technique de transmission électrique avancée, remplaçant les systèmes hydrauliques traditionnels utilisés dans les épareuses classiques.
L'épareuse électrique facilite également la maintenance, avec des techniques telles que le diagnostic à distance, réduisant ainsi les coûts opérationnels et les temps d'arrêt. En éliminant la nécessité de changer l'huile ou les filtres, les besoins en entretien sont réduits, ce qui contribue à abaisser les coûts à long terme.
L'épareuse E-Kastor a été reconnue pour ses innovations en 2017, recevant le prix SIMA Innovation Award, ce qui témoigne de son impact significatif dans le domaine de l'agriculture durable.
Ces innovations ouvrent la voie à des équipements plus respectueux de l'environnement et à la fois plus économiques et performants, marquant un tournant dans l'évolution des épareuses modernes.